# His Undesirable Relatives
His Undesirable Relatives è un cortometraggio muto del 1913 diretto da C.J. Williams.

## Trama
Il signor e la signora Witherspoon tornano dal viaggio di nozze insediandosi nella nuova casa. Ma i due sposini non riescono a vivere tranquilli: una caterva di parenti piomba su di loro adducendo diversi motivi. Finché, un giorno, la sposina - fingendosi malata - non si fa trovare con una salsa di mirtilli in faccia. Tutti credono a una malattia contagiosa e il fuggi fuggi diventa generale: gli sposi possono finalmente restare soli a casa loro.

## Produzione
Il film fu prodotto dalla Edison Company.

## Distribuzione
Distribuito dalla General Film Company, il film - un cortometraggio in una bobina - uscì nelle sale cinematografiche statunitensi il 23 aprile 1913.